# محمد بيرم الثالث
محمد بيرم الثالث ولد في 1786 في تونس العاصمة وتوفي في 1843 في نفس المدينة، هو عالم دين تونسي.

## السيرة الذاتية
هو ابن محمد بيرم الثاني الذي ينتمي لعائلة أرستقراطية من الأشراف (أحفاد الرسول محمد ﷺ). كان تلميذا لامعا في شبابه، وأصبح بعدها مدرسا في المدرسة الباشية ثم في المدرسة العنقية، وأخيرا في جامع الزيتونة. عين مفتي الأحناف بمدينة تونس في 1813. 

عند وفاة والده في 1831، خلف وأصبح شيخ الإسلام الحنفي ونقيب الأشرف (ينحدرون من الرسول محمد ﷺ).

## مؤلفاته
ترك محمد بيرم إنتاجا أدبيا أقل وفرة مما تركه والده أو ابنه، ولكنه ترك العديد من الرسائل حول عدة نقاط في الفقه الإسلامي ورسالة حول البلاغة. بالرغم من أن العلماء المسلمين أقروا بكروية الأرض منذ العصور الوسطى، إلا أنه نشر رسالة لترويج هذا الاكتشاف وكان عنوانها رسالة في كروية الأرض.

## مقالات ذات صلة
- محمد بيرم الأول
- محمد بيرم الثاني
- محمد بيرم الرابع
- محمد بيرم الخامس